# Kaputt (Magazin)
Kaputt (exakter Titel: Kaputt – Das Mazagin für unterdrückte Lebensfreude) war ein deutsches Satiremagazin, das von 1975 bis 1982 im Condor Verlag erschien. Kaputt proklamierte den Slogan „statt neuen Schwachsinns völlig alte Blödeleien“.
Das Heft kostete anfangs 2,00 DM, mit der 32. Ausgabe wurde der Preis auf 2,50 DM erhöht. Der Umschlag war hinten und vorne in Farbe gedruckt, der Rest des Heftes zweifarbig illustriert. Als Vorlage dienten die Ausgaben des US-Magazins Cracked, das im Jahr 1958 erstmals erschien und 2007 eingestellt wurde. Kaputt war von Inhalt und Aufmachung her als direkte Konkurrenz zu der Zeitschrift Mad konzipiert.

Ein typischer Gag war die in jedem Heft befindliche Aufforderung zum Abschluss eines Abonnements:

„Dieses Heft ist sehr gefragt. Jede Woche kommt die Müllabfuhr und fragt danach. Deshalb abonnieren Sie jetzt, damit Sie nicht auf der Müllkippe danach suchen müssen. Dann errechnen Sie mit Hilfe intelligenter Freunde den Gesamtpreis und überweisen diesen auf Kto.Nr. [Kontonummer]. Schon bald erhalten Sie regelmäßig die neueste Kaputt (wenn Sie Glück haben).“